# Chénas
Chénas település Franciaországban, Rhône megyében. Lakosainak száma 534 fő (2022. január 1.). Chénas Juliénas, La Chapelle-de-Guinchay, Romanèche-Thorins, Émeringes és Fleurie községekkel határos.

## Népesség
A település népességének változása:
| Lakosok száma | 542  | 549  | 565  | 545  | 544  | 543  | 542  | 538  | 534  |
|               | 2013 | 2015 | 2016 | 2017 | 2018 | 2019 | 2020 | 2021 | 2022 |